# Джевицкий, Мацей
Ма́цей Джеви́цкий (22 февраля 1467 — 22 августа 1535) — польский римско-католический и государственный деятель, епископ пшемысльский (1503—1513) и куявский (1513—1531), архиепископ гнезненский и примас Польши (1531—1535), подканцлер коронный (1501—1510), канцлер великий коронный (1510—1513), гуманист.

## Биография
Представитель польского шляхетского рода Джевицких герба «Циолек». Родился 22 февраля 1467 года в Джевице, в окрестностях города Опочно. Сын каштеляна жарновского Якуба Джевицкого и Катарины Либишовской. Учился в Влоцлавеке и Кракове, был учеником Филиппа Каллимаха.
Приближенный польского короля Яна Ольбрахта, с 1492 года — секретарь коронной канцлелярии. В 1497 году Матей Джевицкий стал первым секретарем, а в 1501 году — подканцлером коронным. После смерти короля Яна Ольбрахта резко теряет влияние, но сохраняет за собой должность. В 1505 году с трудом получил сан епископа пшемыльского. Только после избрания на польский трон Сигизмунда Старого он вновь стал играть заметную политическую роль, продолжая борьбу с канцлером великим коронным Яном Ласким. В 1510 году Матей Джевицкий получил должность канцлера великого коронного. В 1513 году он получил сан епископа куявского, но в 1515 году на сейме вынужден был отказаться от должности канцлера великого коронного.
Сторонник прогабсбургской ориентации, был по-прежнему активен в ягеллонской дипломатии. От имени Сигизмунда I Старого в качестве опекуна несовершеннолетнего Людовика Ягеллона, короля Венгрии и Чехии, в 1519 году содействовал избранию во Франкфурте на императорский престол Священной Римской империи Карла V Габсбурга. В 1525 году участвовал в подписании Краковского мира между Польшей и Тевтонским орденом. После смерти Яна Лаского Матей Джевицкий, по желанию королевы Боны, был назначен королём архиепископом гнезненским и примасом Польши (12 июня 1531 года). Ингресс в Гнезно состоялся 20 марта 1532 года. В августе того же года он созвал провинциальный синод, уставы для которого были отпечатаны в Кракове. Проживал, в основном, в Ловиче, откуда приезжал на генеральные капитулы в Гнезно в 1534 и 1535 годах. По-прежнему принимал активное участие в политике, особенно во время Пётркувского сейма 1534 года, боролся с дворянской оппозицией. Значительно увеличил собрание кафедральной библиотеки. Тогда был под сильным политическим влиянием епископа краковского и подканцлера коронного Петра Томицкого.
В 1535 году во время поездки в Краков Матей Джевицкий заболел и скончался в Ловиче 22 августа 1535 года. Он был похоронен в Гнезненском кафедральном соборе, где сохранилась его надгробная плита. Крупные денежные суммы из доходов архиепископства употреблял на укрепление позиций своей семьи. Гуманист, для библиотеки которого был создан первый польский экслибрис. Написал мемуары, в которых описывались события за 1499—1515 годы.

## Труды
- Vitae episcoporum Vladislaviensium, kontynuacja dzieła J. Długosza od 1473, z fragmentami autobiografii
- Dziennik życia i wydarzeń publicznych z lat 1499—1515, rękopis znajdował się w Bibliotece Zamoyskich, sygn. Inc. 196
- Przedmowa (w formie listu do patrycjusza weneckiego M. Antonio Mauroceno) do wyd.: F. Kallimach Historia de his quae a Ventis tentata sunt…, powst. ok. 1504, wyd. Haganoae 1533, przedr. I. Chrzanowski, S. Kot Humanizm i reformacja w Polsce, Lwów 1927
- Memoriał przeciw prymasowi J. Łaskiemu, powst. koniec 1521, rękopis Biblioteki Czartoryskich, Teki Górskiego, t. 25, nr 3195